# 윤혜영 (희극인)
윤혜영(1966년 ~ 2004년)은 대한민국의 희극 배우이다. 서울예술대학 출신으로 1987년에 KBS 공채 5기로 데뷔하였다.
윤혜영은 KBS ‘유머1번지’의 ‘영구야영구야’, ‘개그콘서트’ 등에 출연했다. 그는 바보 남편이었던 심형래의 상대역으로 얼굴을 널리 알렸다. 실제 성격은 남들 앞에 잘 나서지 않는 차분하고 조용한 성격이었던 것으로 알려졌다.
윤혜영은 개그우먼을 은퇴한 뒤 동료들과 교류를 거의 끊은 것으로 알려졌다. 개그맨 동료들조차 그의 죽음을 한 달 뒤에나 접했던 것으로 알려졌다. 지난 2004년 복막염으로 숨을 거둬 청아공원에 안장돼있다.

## 출연방송
- 《탱자가라사대》
- 《봉숭아 학당》
- 《유머1번지》
- 《영구야 영구야》